# Stenen Molen (Rekkem)
De Stenen Molen is een windmolenrestant in de tot de West-Vlaamse gemeente Menen behorende plaats Rekkem, gelegen nabij de Gentstraat 73.
Deze ronde stenen molen van het type stellingmolen fungeerde als oliemolen.

## Geschiedenis
De molen werd gebouwd in 1825 in het gehucht Castert, dat op de grens met Frankrijk (tegenwoordig de taalgrens) lag. In Castert stonden nog twee andere molens.
Omstreeks 1880 werd de romp verhoogd en werd een stoommachine geplaatst. Aanvankelijk werd met zowel stoom als wind gewerkt, maar in 1911 werden de roeden verwijderd en sprak men van een stoomoliemolen, die ingebouwd werd in een zeepziederij. Deze werd later gesloopt waardoor de molen weer zichtbaar werd. In het interieur zijn nog drijfassen aanwezig.